# Walter Hines Page
Pour les articles homonymes, voir Page.
Walter Hines Page, né le 15 août 1855 à Cary et mort le 21 décembre 1918 à Pinehurst, est un journaliste, éditeur et diplomate américain.
Il est l'ambassadeur américain au Royaume-Uni lors de la Première Guerre mondiale.